# Солодовников, Владимир Викторович
Влади́мир Ви́кторович Солодовнико́в (1910—1991) — советский учёный-кибернетик, профессор, заслуженный деятель науки и техники РФ, почётный член РАН, один из основателей советской автоматики, один из основателей ЦНИИКА, первый заместитель директора института по научной части (1956—1965 годы).

## Биография
Родился в семье военного, мать — из старинного дворянского рода.
В 1934 году Солодовников окончил физико-механический факультет Ленинградского политехнического института (Ленинградский физико-механический институт).
В 1939-м защитил кандидатскую диссертацию, работая во Всесоюзном электротехническом институте им. В. И. Ленина (ВЭИ).
С 1946 по 1956 года работал в Институте автоматики и телемеханики АН СССР (ныне Институт проблем управления РАН), затем — в Центральном научно-исследовательском институте комплексной автоматизации. 
В 1948 году защитил докторскую диссертацию (доктор технических наук). В этом же году основал в МВТУ им. Н. Э. Баумана кафедру «Системы автоматического управления», профессор (1951).
Председатель Президиума АН СССР (1950).
В. В. Солодовников стал одним из создателей современной теории автоматического управления и регулирования, основал советскую частотную школу в автоматике. Им разработаны широко применяемые на практике частотные методы анализа, синтеза и проектирования автоматических систем, причем первые его публикации по частотным методам анализа качества систем регулирования на несколько лет опередили работы зарубежных авторов.
Одними из первых и оригинальных публикаций в отечественной литературе стали труды Владимира Викторовича в области методов идентификации объектов управления и регулирования, теории аналитических самонастраивающихся автоматических систем и комплексной автоматизации. В последнее десятилетие своей творческой деятельности Солодовников сформировал основы нового направления в информатике и управлении — теорию сложности — и разработал концепцию и принципы автоматизированного проектирования сложных (многомерных, иерархических) систем управления техническими объектами и технологическими процессами на базе мини-ЭВМ.
Солодовниковым подготовлено более 100 кандидатов наук, в числе которых академик РАН и 17 докторов наук, являющихся руководителями предприятий и ведущих кафедр страны. Научная школа В. В. Солодовникова является широкоизвестной и общепризнанной не только у нас в стране, но и за рубежом.
Владимир Викторович проработал в ЦНИИКА несколько лет и ушёл на заведование кафедрой в МВТУ. Благодаря ему институт встал на ноги и быстро завоевал авторитет в научной общественности и в административно-партийных структурах того времени.
Похоронен на Ваганьковском кладбище.

## Награды
За большой вклад в теорию управления и выдающиеся научные достижения В. В. Солодовников был удостоен Государственной премии СССР, Премии Совета Министров СССР и награждён орденом Трудового Красного Знамени.

## Научная деятельность
В 1939—1941 годы В. В. Солодовниковым впервые было сформулировано понятие и поставлена проблема качества систем автоматического регулирования (САР) при детерминированных воздействиях, даны исходные положения оригинального частотного метода решения этой проблемы. С середины 40-х годов частотный метод анализа качества в работах того же автора получает дальнейшее развитие: даётся его математическое обоснование, устанавливается взаимосвязь частотного метода анализа качества с частотным методом анализа устойчивости, метод распространяется на широкий класс типовых воздействий и ненулевые начальные условия, на системы с распределёнными и переменными параметрами. Этими работами было положено начало формированию нового раздела теории автоматического регулирования (ТАР) — анализу переходных процессов, вызываемых детерминированными воздействиями.
Наиболее полное развитие и завершение частотный метод получил в 1948—1952 годы. В этот период В. В. Солодовниковым были установлены свойства, критерии и предложены теоремы, позволяющие судить о качестве и характере переходного процесса непосредственно по частотным характеристикам, был разработан метод трапецеидальных частотных характеристик для анализа и построения переходных процессов, разработаны и составлены таблицы h-функций; разработан метод синтеза САР и их корректирующих устройств по заданным требованиям к запасу устойчивости и качеству регулирования.
В 50 — 60-х годах частотный метод был обобщён на дискретные системы управления.
Солодовникову принадлежит первая монография в мировой научно-технической литературе, специально посвящённая статистическому анализу и стохастической оптимизации систем автоматического управления (1952 год). Она сыграла большую роль в применении этой теории для разработки высококачественных следящих систем и систем управления, в подготовке специалистов по автоматическому управлению.
Частотный метод синтеза был распространён на системы, работающие в условиях случайных воздействий и помех. Вместе со своими учениками (профессорами П. С. Матвеевым, А. М. Батковым, В. В. Семёновым, А. Н. Дмитриевым, В. Ф. Бирюковым и др.) Владимир Викторович внёс вклад в формирование и развитие теории и практики идентификации, предложил и разработал принцип построения и основы теории аналитических самонастраивающихся систем, разработал методы анализа и синтеза систем с переменными параметрами (метод свёртки и спектральный метод).
В 1965 году В. В. Солодовников сформулировал понятие сложности и на его основе в дальнейших работах развил новое перспективное направление в теории управления, основанное на принципе сложности. В результате им разработаны корректные и реализуемые на ЦВМ алгоритмы стохастической оптимизации многомерных систем управления.
Будучи научным руководителем Центрального научно-исследовательского института комплексной автоматизации, Владимир Викторович уже в конце 1950-х годов заложил научные и технические основы комплексной автоматизации производства. Многочисленные работы В. В. Солодовникова по этому направлению оказали большое влияние на дальнейшее развитие теории и практики автоматических и автоматизированных систем управления технологическими процессами.
Огромное влияние на развитие теории управления в нашей стране, на подготовку кадров по управлению имел капитальный коллективный труд «Основы автоматического регулирования», изданный в 1954 году. В. В. Солодовников сформировал тематику книги, организовал очень удачный коллектив учёных из Института автоматики и телемеханики АН СССР и из других научных учреждений, где энергично развивалась теория управления (17 авторов), взял на себя тяжелейший труд по редактированию рукописи, написал ряд разделов этой книги. За объём (в книге было 1117 страниц) она именовалась в фольклоре «Кирпичом» и пользовалась огромной популярностью у студентов, аспирантов, инженеров и учёных. Впоследствии этот научный труд лёг в основу серии инженерных монографий «Техническая кибернетика. Теория автоматического регулирования». За эту работу Владимир Викторович Солодовников был удостоен Государственной премии СССР. Исключительную роль сыграли работы В. В. Солодовникова в становлении и развитии статистических методов в теории автоматического управления. Его книга «Введение в статистическую динамику САУ», изданная в 1952 году и переведенная в США, явилась первым в мировой литературе систематическим изложением основ статистического синтеза и оптимизации автоматических систем.
За 50 лет своей научной деятельности В. В. Солодовников выполнил фундаментальные исследования в области технической кибернетики, которые нашли отражение в более чем 300 опубликованных работах, в том числе 20 учебных пособий и 33 монографий, 20 из которых переведены и изданы в США, Великобритании, Японии, Германии, Франции и ряде других стран. Его оригинальные труды послужили основой для развития целых направлений в теории управления и широко применяются в инженерной практике.